# 温泉街道 (安宁市)
温泉街道是中国云南省昆明市安宁市下辖的一个街道办事处。原为温泉镇，2011年4月安宁市正式在全域撤镇设街道办事处，改为街道办事处。
地处安宁城区以北8公里处，距昆明市区40公里，螳螂川河畔。因境内有天然温泉而得名，旅游业发达。

## 行政区划
温泉街道下辖以下地区：
温泉社区、羊角社区、官庄村、后山崀村和甸中村。
- 珍泉村
- 曹溪寺